# The Best of Van Morrison
The Best of Van Morrison es un álbum recopilatorio del músico norirlandés Van Morrison, publicado por la compañía discográfica Polydor Records en enero de 1990.
El álbum, el primer recopilatorio de la carrera musical de Morrison, fue uno de los álbumes más vendidos de la década de 1990: pasó año y medio en la lista británica UK Albums Chart después de llegar al puesto cuatro, y alcanzó el primer puesto en la lista de discos más vendidos de Australia. La combinación del éxito del recopilatorio con su anterior trabajo de estudio, Avalon Sunset, volvió a situar nuevamente a Morrison como uno de los músicos más influyentes de la música contemporánea tras una década de altibajos.
Una de las canciones, «Wonderful Remark», había estado disponible previamente en la banda sonora de la película El rey de la comedia. La reedición del álbum de 1998 para el mercado australiano añadió la canción «Days Like This», sumando un total de veintiú canciones.

## Lista de canciones
Todas las canciones escritas y compuestas por Van Morrison excepto donde se anota. 
| N.º | Título                                              | Escritor(es)              | Duración |  |
| 1.  | «Bright Side of the Road»                           |                           | 3:45     |  |
| 2.  | «Gloria»                                            |                           | 2:37     |  |
| 3.  | «Moondance»                                         | Big Joe Williams          | 4:31     |  |
| 4.  | «Baby, Please Don't Go»                             |                           | 3:03     |  |
| 5.  | «Have I Told You Lately»                            |                           | 4:18     |  |
| 6.  | «Brown Eyed Girl»                                   |                           | 3:03     |  |
| 7.  | «Sweet Thing»                                       |                           | 4:22     |  |
| 8.  | «Warm Love»                                         |                           | 3:21     |  |
| 9.  | «Wonderful Remark»                                  |                           | 3:58     |  |
| 10. | «Jackie Wilson Said (I'm in Heaven When You Smile)» |                           | 2:57     |  |
| 11. | «Full Force Gale»                                   |                           | 3:12     |  |
| 12. | «And It Stoned Me»                                  |                           | 4:30     |  |
| 13. | «Here Comes the Night»                              | Bert Berns                | 2:46     |  |
| 14. | «Domino»                                            |                           | 3:08     |  |
| 15. | «Did Ye Get Healed?»                                |                           | 4:06     |  |
| 16. | «Wild Night»                                        |                           | 3:31     |  |
| 17. | «Cleaning Windows»                                  |                           | 4:42     |  |
| 18. | «Whenever God Shines His Light»                     |                           | 4:54     |  |
| 19. | «Queen of the Slipstream»                           |                           | 4:53     |  |
| 20. | «Dweller on the Threshold»                          | Van Morrison, Hugh Murphy | 4:47     |  |

## Posición en listas
| País           | Lista                    | Posición |
| -------------- | ------------------------ | -------- |
| Estados Unidos | Billboard 200            | 41       |
| Noruega        | Norwegian Albums Chart   | 6        |
| Nueva Zelanda  | New Zealand Music Charts | 3        |
| Países Bajos   | Mega Albums Top 100      | 13       |
| Reino Unido    | UK Albums Chart          | 4        |
| Suecia         | Swedish Albums Chart     | 9        |